# いつもの見知らぬ男たち
『いつもの見知らぬ男たち』（イタリア語: I soliti ignoti）は、マリオ・モニチェリ監督による1958年製作のイタリアの犯罪映画である。

## 概要
原題は「正体不明の犯人」を指す官僚的なフレーズである。英国では『Persons Unknown』、米国では『Big Deal on Madonna Street』の題で公開された。本作は、つまらない泥棒グループについてのコメディであり、「モンテ・ディ・ピエタ」という国営の質屋に強盗に入る試みに失敗するろくでなしたちを描く。マルチェロ・マストロヤンニとヴィットリオ・ガスマンというスターをキャスティングし、本作の成功によって、トトとクラウディア・カルディナーレとともに、おそらくこの二人のキャリアは助けられた。
本作は、現在、リージョン1においてはThe Criterion Collectionから、リージョン2であるイタリア市場では20世紀フォックスから発売されている。
音楽はチェット・ベイカーが演奏している。

## 続編・リメイク
ナンニ・ロイ監督による続編が1960年に製作され、マストロヤンニ以外の全キャストが再集合し、『Audace colpo dei soliti ignoti』のタイトルで公開された。
1984年、ルイ・マルがアメリカ映画としてリメイクし、『クラッカーズ / 警報システムを突破せよ!』（原題『Crackers』）というタイトルになった。
1987年、アマンツィオ・トディーニ監督により第二の続篇がつくられた。タイトルは『I Soliti ignoti vent'anni dopo』であった。米国でのDVDリリースタイトルは、『Big Deal On Madonna Street - 20 Years Later』、「いつもの見知らぬ男たち - 20年後」の意。
2002年にハリウッドで『ウェルカム・トゥ・コリンウッド』としてリメイクされた。ジョージ・クルーニーとスティーヴン・ソダーバーグが製作し、ルッソ兄弟が監督した。